# Museo de Sitio de El Tajín
El Museo de sitio de El Tajín es el conjunto museístico que se encuentra al interior de la zona arqueológica de El Tajín, en Veracruz, México, uno de los recintos que cuentan con la declaratoria de Bien cultural por la UNESCO desde 1992.

## Historia del museo
Alrededor de 1930 se iniciaron las investigaciones en la zona arqueológica, en donde fueron halladas piezas de gran valor histórico, de las que se inició su catalogación. Años más tarde, el arqueólogo José García Payón decidió emprender la apertura de un primer museo de sitio, en el que se exhibiera una muestra de los hallazgos en la zona.
En 1995 fue inaugurado un nuevo edificio diseñado por el arquitecto Teodoro González de León, lo que convirtió al primer edificio en bodega. El recinto se encuentra dividido en dos partes; la primera está dedicada a las esculturas encontradas en el área, así como a algunas maquetas que reconstruyen la apariencia original de El Tajín. En la segunda parte se encuentra la explicación sobre la vida en la época prehispánica.

## Recorrido
En la maqueta de la primera sala se aprecia la Zona Arqueológica en una panorámica de ese gran centro ceremonial y religioso; destaca la pirámide de los Nichos, que forma parte de las 41 edificaciones visibles y los 6 juegos de pelota. También alberga fragmentos de las enormes columnas que fueron encontradas en la zona, que se presume debieron sostener el palacio de uno de los antiguos soberanos.
La segunda sala presenta un recorrido por la vida cotidiana y la religión con instrumentos domésticos, entierros humanos, así como bajo relieves y pintura mural donde los antiguos pobladores plasmaron su pensamiento religioso. Es sin duda este, el recorrido que te adentra en el contexto histórico de El Tajín y te permite mirar hacia el pasado.